# Березенки (Лунинский район)
Березенки — деревня в Лунинском районе Пензенской области. Входит в состав Иванырсинского сельсовета.

## География
Деревня расположена в северной части области на расстоянии примерно в 11 километрах по прямой к юго-востоку от районного центра Лунино.
Часовой пояс
Деревня Березенки как и вся Пензенская область, находится в часовой зоне МСК (московское время). Смещение применяемого времени относительно UTC составляет +3:00.

## Население
| 1864 | 1897 | 1910 | 1926 | 1930 | 1959 | 1979 |
| ---- | ---- | ---- | ---- | ---- | ---- | ---- |
| 267  | ↗510 | ↗656 | ↗669 | ↗740 | ↘263 | ↘71  |
| 1989 | 1996 | 2002 | 2010 |      |      |      |
| ↘43  | ↘36  | ↘27  | ↘3   |      |      |      |

Национальный состав
Согласно результатам переписи 2002 года, в национальной структуре населения русские составляли 89 % из 27 чел..